# Go Girl
„Go Girl” este un solistei al interpretei americane Ciara. Piesa a fost compusă de T-Pain și interpretată în colaborare cu acesta, fiind inclusă pe cel de-al treilea material discografic de studio al artistei, Fantasy Ride. Înregistrarea a fost lansată ca primul single al albumului în septembrie 2008, însă ulterior titulatura i-a fost schimbată în cea de single promoțional.
Piesa a ocupat locul 78 în Billboard Hot 100 și treapta cu numărul 26 în Billboard Hot R&B/Hip-Hop Songs.

## Lista cântecelor
Disc single distribuit prin iTunes
- „Go Girl” - 3:55 (versiunea de pe album)

## Clasamente
| Clasament                            | Poziția maximă | Referință |
| ------------------------------------ | -------------- | --------- |
| U.S. Billboard Hot R&B/Hip-Hop Songs | 26             | [ 3 ]     |
| U.S. Billboard Hot 100               | 78             | [ 2 ]     |
| U.S. Billboard Pop 100               | 88             | [ 4 ]     |